# Drosophila prashadi
Drosophila prashadi este o specie de muște din genul Drosophila, familia Drosophilidae, descrisă de Enrico Adelelmo Brunetti în anul 1923. Conform Catalogue of Life specia Drosophila prashadi nu are subspecii cunoscute.